# Sami Music Awards
Sami Music Awards är en musikprisutdelning för samiska artister. Prisutdelningen grundades 2016 och delas ut i förbindelse till Sami Music Week, som årligen arrangeras i Alta kommun, Finnmark fylke.

## Sami Music Awards 2016
Priserna under Sami Music Awards 2016 utdelades 5 februari 2016 på studenthuset City i Alta. Priset delades ut i tre klasser.
- Årets öppen klass: Sofia Jannok
- Traditionell jojk: Marja Helena Fjellheim Mortensson
- Årets samiska radiolåt 2015 (röstades fram av publik): Felgen Orkester

## Sami Music Awards 2018
Sami Music Awards delades ut för andra gång 10 februari 2018 på City Scene i Alta. Priset delades ut i fyra klass med vinster på 15 000 och 10 000 kronor.
- Årets nybörjare: Isák
- Öppen klass/crossover: Felgen Orkester
- Årets traditionsbärare: Johan Anders Bær
- Årets låtskrivare: Elin Kåven

## Sami Music Awards 2019
- Årets öppen klass: MIHA konserten från Tysfjord
- Årets traditionsbärare: Juoigiid Searvi (Joikernes forening)
- Årets producent: Roger Ludvigsen
- Årets kompositör: John- Kåre Hansen
- Årets unga artist: Resirkulert

## Sami Music Awards 2020
- Öppen klass: Keiino
- Årets traditionsbärare: Sančuari
- Årets producent klass: Keiino
- Årets kompositör klass: Ailu Valle
- Årets unga artist: Elin Kristina Oskal

## Sami Music Awards 2021
- Årets öppen klass: ISÁK
- Årets traditionsbärare: Inger Marie Nilut
- Årets kompositör: Rolf Morten Anti Amundsen
- Årets unga artist: Vegard Bjørsmo
- Årets URBI: ISÁK med låten Ain du